# Vase de Sosibios
Pour les articles homonymes, voir Sosibios.
Le Vase de Sosibios est un cratère grec d'époque hellénistique. Œuvre du sculpteur athénien Sosibios, daté de l'année 50 AEC environ, il est conservé à Paris, au musée du Louvre.

## Description
Ce cratère à volutes, en marbre blanc du Pentélique, mesure 78 cm de haut et comporte deux anses à col de cygne.
Autour d'un autel, sont représentés Artémis et Hermès, entourés par des ménades qui dansent pour célébrer le culte de Dionysos, ainsi qu'Apollon avec sa cithare. 
La signature de l'auteur, « Sosibios, Athénien », figure sur la plinthe de l'autel. Cet artiste, connu par cette seule œuvre, travaillait à Rome en reprenant des motifs classiques dans un style néo-attique. 
Le cratère, qui appartient aux anciennes collections royales de France, est inventorié au château de Versailles sous le règne de Louis XIV.
Le poète britannique John Keats, auteur de l'Ode sur une urne grecque, en a réalisé vers 1819 une estampe d'après le recueil Les Monuments antiques du musée Napoléon et l'ouvrage de Henry Moses (en), A Collection of Antique Vases, Altars, Paterae.
Le vase est actuellement conservé dans les Appartements d'été d'Anne d'Autriche, sous le numéro d'inventaire MR 987.

## Galerie

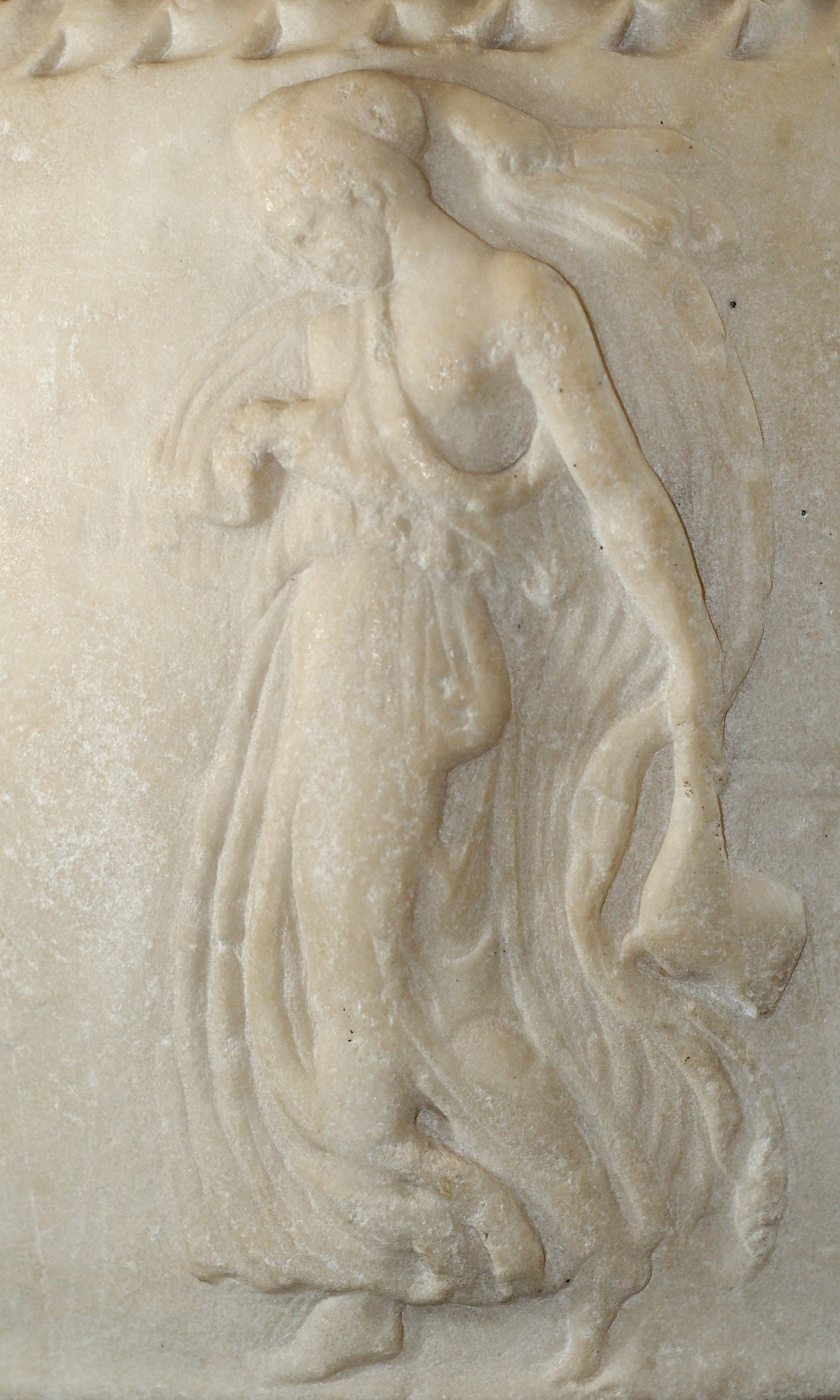
Ménade dansant (détail)
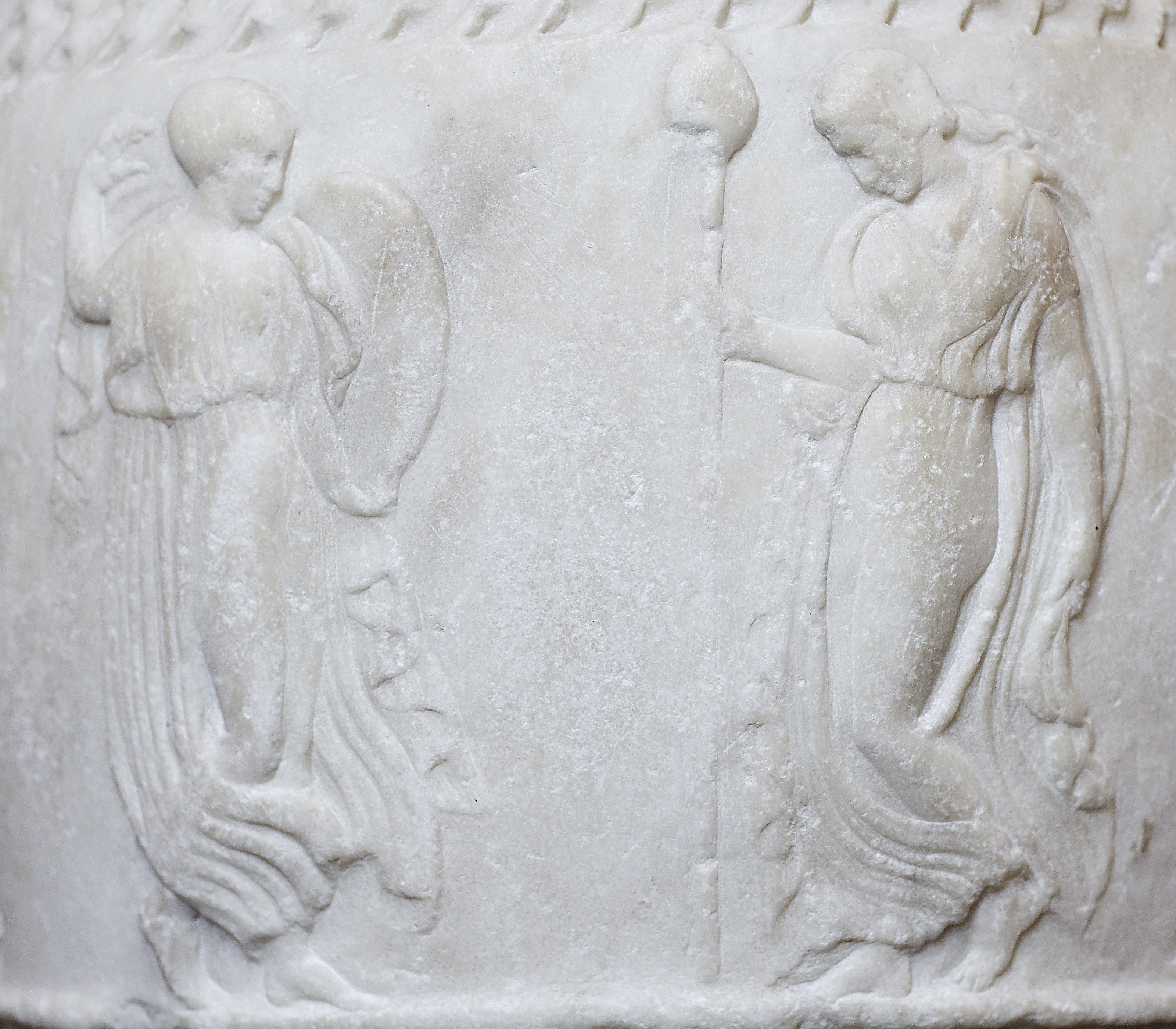
Ménades dansant (détail)
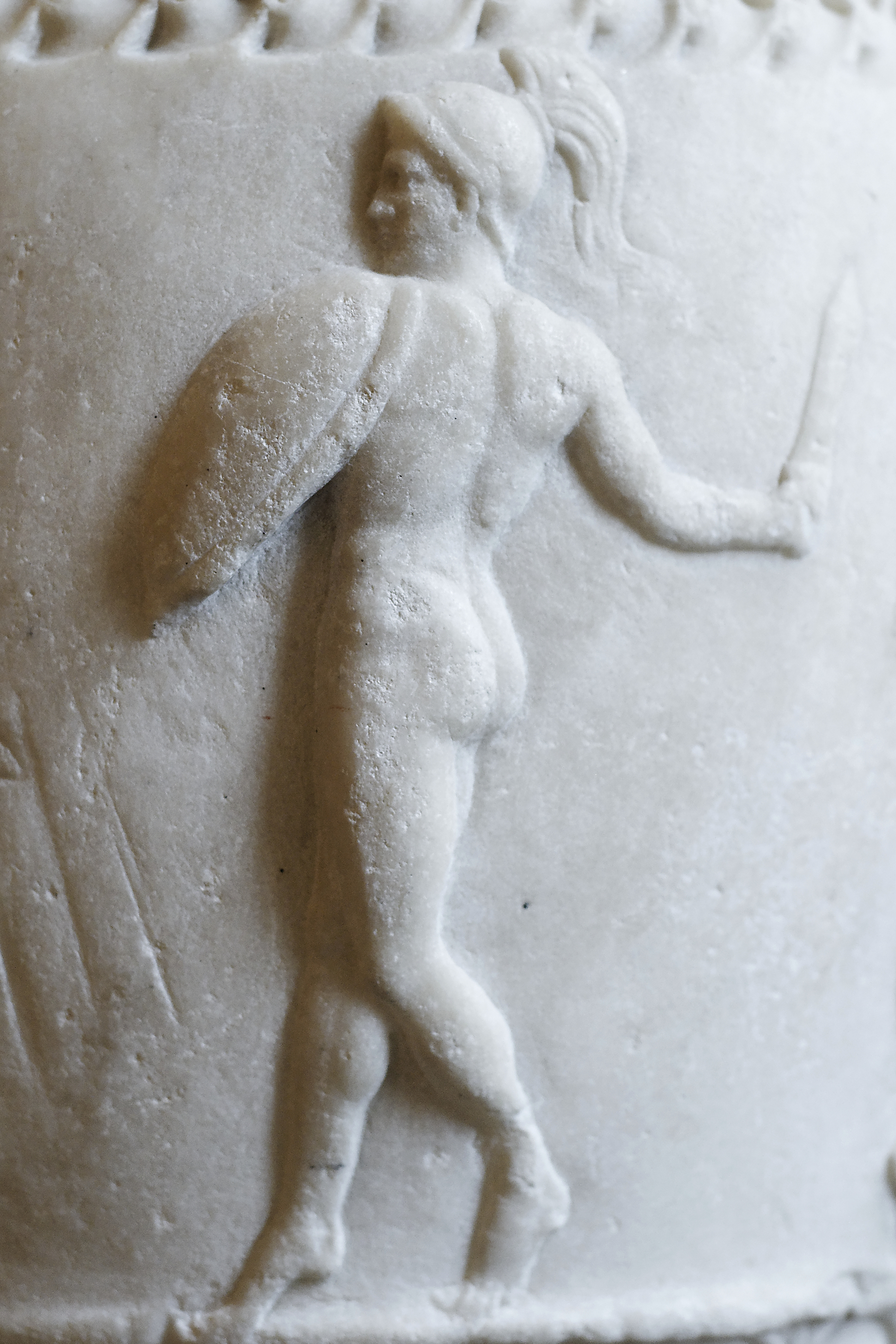
Guerrier armé accompagnant les ménades (détail)
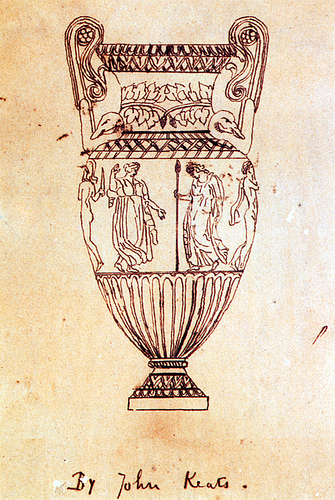
Vase de Sosibios, dessin de John Keats, v. 1819